# Позачергові Олімпійські ігри 1906

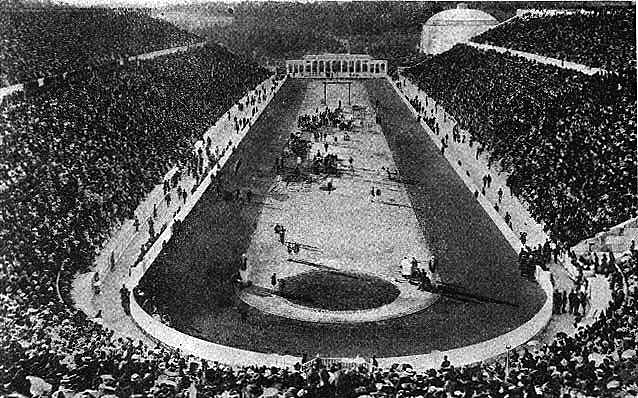
Стадіон Панатінаїкос 1906 року

Літні олімпійські ігри 1906 року проводились в Афінах з 9 по 19 квітня на «Мармуровому стадіоні». Вони не були визнані Міжнародним олімпійським комітетом офіційними і не отримали порядкового номера.

## Історія
Проведення Олімпіади 1906 р., або Перших додаткових Олімпійських ігор, було заплановано МОКом 1901 року. Як компроміс на відмову Кубертена від ідеї влаштовувати усі Олімпійські ігри в Афінах, МОК запропонував новий графік, який передбачав проведення Додаткових Олімпіад у період між офіційними Олімпійськими іграми, при чому столицею Додаткових ігор назавжди визначались Афіни.
Додаткова Олімпіада 1906 р. була надзвичайно успішною, на відміну від офіційних ігор 1900, 1904 або 1908 рр., адже вони не розтягувались на місячний термін на тлі інших подій. Ці ігри також були першою сучасною Олімпіадою, спортсмени-учасники якої обов'язково мали пройти реєстрацію через МОК. Вперше Відкриття Ігор було проведено як окрема урочиста церемонія, під час якої також вперше національні команди країн-учасниць пройшли стадіоном із національним прапором — ця традиція збереглась і донині.

## Підсумки
В Іграх брали участь 883 спортсмени та 20 спортсменок з 21 країни світу. Спортсмени з Російської імперії в цих змаганнях участі не брали, хоча окремою командою були представлена делегація Фінляндії.
| Країна                        | Золото | Срібло | Бронза | Загалом |
| Франція                       | 15     | 9      | 16     | 40      |
| США                           | 12     | 6      | 6      | 24      |
| Греція                        | 8      | 14     | 13     | 35      |
| Велика Британія               | 8      | 11     | 5      | 24      |
| Італія                        | 7      | 6      | 3      | 16      |
| Швейцарія                     | 5      | 6      | 4      | 15      |
| Німеччина                     | 4      | 6      | 5      | 15      |
| Норвегія                      | 4      | 2      | 1      | 7       |
| Австрія                       | 3      | 3      | 3      | 9       |
| Данія                         | 3      | 2      | 1      | 6       |
| Швеція                        | 2      | 5      | 7      | 14      |
| Угорщина                      | 2      | 5      | 3      | 10      |
| Бельгія                       | 2      | 1      | 3      | 6       |
| Велике князівство Фінляндське | 2      | 1      | 1      | 4       |
| Канада                        | 1      | 1      | 0      | 2       |
| Нідерланди                    | 0      | 1      | 2      | 3       |
| Змішана команда               | 0      | 1      | 0      | 1       |
| Австралія                     | 0      | 0      | 3      | 3       |
| Богемія                       | 0      | 0      | 2      | 2       |
| Всього                        | 78     | 80     | 78     | 236     |